# 台灣動物路死觀察網
台灣動物路死觀察網（英語：Taiwan Roadkill Observation Network），又稱路殺社，是中華民國農業部生物多樣性研究所（生多所）發起的一個公民科學計畫。該網站可紀錄社員回報的路殺紀錄，及收取社員寄送的遺體標本，蒐集台灣路殺熱點等相關資訊。
該社群為台灣最大的公民生態研究社團。本網站也使生多所成為國際路殺連線（Global Roadkill Network）的成員，亦為其中規模最大的一個。

## 沿革
2008年，生多所（當時為特有生物研究保育中心）開設調查志工培訓班，培訓志工協助調查全台物種資訊。由於比起活體動物，死亡的動物相對容易觀察。負責蛇類培訓的助理研究員林德恩，便開始訓練志工調查遭到車輛輾死的蛇類，收集路殺資料。隔年成立志工群臉書社團，竟引發民眾踴躍上傳自己手中的路殺照片。因此林德恩於2011年8月，順勢成立全世界第一個透過社群網站收集路死動物資料的社團，並參照路透社，命名為「路殺社」。
後來隨著網站的紀錄擴增，林德恩與中央研究院資訊科學研究所莊庭瑞副研究員合作，建立「台灣動物路死觀察網」的網站。

## 平台
台灣動物路死觀察網屬於網路應用程式（Web app），成員須進入網頁開啟，在手機等行動裝置使用上與流動應用程式（App）類似。
路殺社最初的平台是透過臉書回報照片，並完全以人工的方式於Excel編號及收集照片，耗費大量人力及時間，且上傳臉書的照片會降低解析度，且沒有內建的經緯度資訊。後來在莊庭瑞研究員的協助下，建置了網站，才得以儲存大量高解析度的照片。網站建置後，成員可以自動標註空間資訊、經緯度及上傳圖片。最初為了符合使用者習慣，路殺社有推出手機App，但後來因為維護問題，取消了App上傳的模式。因此現在社團須全面由網路應用程式上傳。

## 參與模式

### 資料回報
社員透過拍攝遺體照片，及記錄事件地點、日期後上傳網站。社員也可利用夾鏈袋採集標本，以冷凍宅配、貨到付款的方式寄送至生多所。

### 系統化大調查
路殺社推行初期，為了擴大民眾的參與，僅要求民眾紀錄照片及地點，對於調查頻率及路線皆未加以限制。雖然增加了民眾參與的意願及調查範圍，但因為每個路線的調查的頻率不同，難以進行完整的統計分析，無法評估路殺嚴重性及改善成效。因此自2018年1月起，路殺社開始進行系統化的大調查。
該社以方格法先將台灣切分成約1440個5公里平方的方格樣區，扣除沒有道路的方格後，再以道路密度、道路型態，及生態氣候分區做為路殺調查樣區選取依據，以分層逢機取樣的方式隨機選取具有代表性的樣區方格（佔台灣總面積的13%），之後開放參與者挑選，認養方格樣區的參與者，會在每年的一、四、七及十月之中，任選一天至樣區方格中進行一次詳細的動物路死調查，再透過系統化調查的專屬上傳系統，每季調查完成後回傳資料，藉此獲得完整且可統計分析的路殺公民科學資料。
此外，社團結合「家徽旗幟」作為配合調查的獎勵，也會給予準時調查樣區的志工實體獎品及禮物作為回饋。

### 物種辨識檢定
過去路殺社的紀錄，多由生多所的研究者鑑定。為深化公民科學的參與，路殺社設計了「物種辨識檢定」制度，讓民眾參與資料的整理、鑑定和分析。
社團設計了物種學習辨識遊戲，提升社員對物種鑑定的能力，自我檢核學習成果。技能檢定分為初階與中階二個等級，各有不同的難度的題庫與作答方式。參與者需依序完成初階與中階檢定，通過中階考試後，將授予正式的「初級鑑定人資格」，並可參與路殺社資料庫的「物種鑑識權限」，獲得資格後的第一年只要完成250筆以上資料鑑定，而且其中至少150筆鑑定至種。生多所路殺社團隊會頒發正式証書，並給予下一年度的鑑定師資格。

## 外部連結
- 台灣動物路死觀察網 （页面存档备份，存于）